# Прохоров, Борис Борисович
Бори́с Бори́сович Про́хоров (14 октября 1936 года — 5 июля 2015 года) — советский и российский врач, географ, эколог, крупный ученый в области медицинской географии и экологии человека.  Член Государственной экспертной комиссии Госплана СССР. Доктор географических наук, профессор. Лауреат Государственной премии СССР (1985).

## Биография
Родился 14 октября 1936 году в Ленинграде.
В 1960 году окончил Ленинградский санитарно-гигиенический медицинский институт с присвоением квалификации "врач эпидемиолог-гигиенист". 
В 1960—1980 — научный сотрудник, заведующий отделом медицинской географии Института географии СО АН СССР.
В 1980—1986 — руководитель группы Лаборатории мониторинга природной среды и климата АН СССР и Госкомгидромета.
В 1986—1989 — заведующий сектором Института социологических исследований АН СССР.
В 1989—2015 — заведующий лабораторией Института проблем занятости РАН. Был заведующим лабораторией региональных прогнозов социально-экономического развития и здоровья населения Института народнохозяйственного прогнозирования РАН (с 2015 г. лаборатория упразднена).
Профессор кафедры экологии человека Международного независимого эколого-политологического университета.
Был членом Государственной экспертной комиссии Госплана СССР. Член-корреспондент РАЕН (1992), член редколлегии нового издания «Большой медицинской энциклопедии», председатель комиссии медицинской географии и экологии человека Московского филиала Географического общества, член бюро секции экологии человека Научного совета РАН по проблемам биосферы.

## Награды
- Государственная премия СССР (1985) — «За разработку методов медицинской географии» (в составе коллектива врачей и географов).